# Cyprian Ekwensi
Cyprian Ekwensi (ur. 26 września 1921, Minna, zm. 4 listopada 2007, Enugu) – nigeryjski prozaik, autor książek dla dzieci, jeden z czołowych powieściopisarzy współczesnej Nigerii.
Pochodził z ludu Igbo. Studiował w Ibadanie, Ghanie, Lagos i w Anglii, leśnictwo i farmację. W początkach niepodległej Nigerii był dyrektorem Ministerstwa Informacji.
Napisał setki opowiadań, scenariuszy radiowych i telewizyjnych, kilkadziesiąt powieści, w tym książki dla dzieci. W Polsce wydano w 1976 roku dwie jego książki: Gdy płonie trawa i Jagua Nana.
Książka People of the City (1954) jako pierwsza z Nigerii zainteresowała czytelników na Zachodzie. Powieść Drummer Boy (1960), oparta na życiu niewidomego minstrela Benjamina "Kokoro" Aderounmu, opisywała wnikliwie wędrówki i nędzę bezdomnego ulicznego artysty. Jagua Nana (1961) odniosła największy sukces, opowiada o kobiecie, która opuszcza męża i zostaje luksusową prostytutką w wielkim mieście, potem zakochuje się w nauczycielu. Potem powstała druga część, Jagua Nana's Daughter.
- Najbardziej charakterystyczną cechą Nigerii jest jej prawdziwa miłość do królowej Elżbiety.
  - Źródło: A Giant Rubs Her Eyes, "Twentieth Century", kwiecień 1959, s. 416., cyt. za: Józef i Krystyna Chałasińścy, Bliżej Afryki, Instytut Wydawniczy PAX, Warszawa, 1965, s. 107.